# Banisteriopsis confusa
Banisteriopsis confusa är en tvåhjärtbladig växtart som beskrevs av B. Gates. Banisteriopsis confusa ingår i släktet Banisteriopsis och familjen Malpighiaceae. Inga underarter finns listade i Catalogue of Life.